# Championnat du Guatemala de football 1956-1957
Navigation
Saison précédente Saison suivante
La Liga Nacional 1956-1957 est la huitième édition de la première division guatémaltèque.
Lors de ce tournoi, le CSD Municipal a tenté de conserver son titre de champion du Guatemala face aux neuf meilleurs clubs guatémaltèques.
Chacun des dix clubs participant était confronté deux fois aux neuf autres équipes.

## Les 10 clubs participants
| \| Guatemala: Aurora FC CSD Comunicaciones Correos IRCA CSD Municipal Tipografía Nacional Universidad SC Antigua GFC Guatemala Juventud Escuintleca \| Localisation des clubs engagés dans le championnat. |
| Guatemala: Aurora FC CSD Comunicaciones Correos IRCA CSD Municipal Tipografía Nacional Universidad SC Antigua GFC Guatemala Juventud Escuintleca                                                           |

Ce tableau présente les dix équipes qualifiées pour disputer le championnat 1956-1957. On y trouve le nom des clubs, le nom des stades dans lesquels ils évoluent ainsi que la capacité et la localisation de ces derniers.
| Club                 | Stade                      | Capacité          | Ville             |
| Antigua GFC          | Stade Pensativo            | 10 000            | Antigua Guatemala |
| Aurora FC            | Stade de l'Ejército        | 13 300            | Guatemala City    |
| CSD Comunicaciones   | Stade Mateo Flores         | 30 000            | Guatemala City    |
| Correos              | Stade inconnu              | Capacité inconnue | Guatemala City    |
| Juventud Escuintleca | Stade Ricardo Muñoz Gálvez | 3 000             | Escuintla         |
| Folgar               | Stade inconnu              | Capacité inconnue | Ville inconnue    |
| IRCA                 | Stade inconnu              | Capacité inconnue | Guatemala City    |
| CSD Municipal        | Stade Mateo Flores         | 30 000            | Guatemala City    |
| Tipografía Nacional  | Stade La Pedrera           | Capacité inconnue | Guatemala City    |
| Universidad SC       | Stade de la Revolución     | 5 000             | Guatemala City    |

## Compétition
Les dix équipes affrontent à deux reprises les neuf autres équipes selon un calendrier tiré aléatoirement.
Le classement est établi sur l'ancien barème de points (victoire à 2 points, match nul à 1, défaite à 0).
Le départage final se fait selon les critères suivants :
- Le nombre de points.
- La différence de buts générale.
- Le nombre de buts marqué.

### Classement
| Rang | Équipe               | Pts | J  | G  | N | P  | Bp | Bc | Diff |
| ---- | -------------------- | --- | -- | -- | - | -- | -- | -- | ---- |
| 1    | CSD Comunicaciones   | 27  | 18 | 12 | 3 | 3  | 43 | 19 | +24  |
| 2    | Universidad SC       | 24  | 18 | 9  | 6 | 3  | 34 | 25 | +9   |
| 3    | IRCA                 | 22  | 18 | 8  | 6 | 4  | 28 | 26 | +2   |
| 4    | Aurora FC            | 21  | 18 | 8  | 5 | 5  | 41 | 35 | +6   |
| 5    | CSD Municipal T      | 21  | 18 | 10 | 1 | 7  | 37 | 32 | +5   |
| 6    | Folgar               | 19  | 18 | 7  | 5 | 6  | 34 | 30 | +4   |
| 7    | Juventud Escuintleca | 14  | 18 | 5  | 4 | 9  | 23 | 31 | -8   |
| 8    | Tipografía Nacional  | 13  | 18 | 5  | 3 | 10 | 23 | 33 | -10  |
| 9    | Antigua GFC P        | 10  | 18 | 3  | 4 | 11 | 23 | 37 | -14  |
| 10   | Correos P            | 9   | 18 | 3  | 3 | 12 | 22 | 40 | -18  |

| Légende : Qualifications et relégations | Légende : Qualifications et relégations          |
| --------------------------------------- | ------------------------------------------------ |
|                                         | Relégué en Primera División de Guatemala         |
|                                         | T Tenant du titre P Promu de la saison 1954-1955 |

## Bilan du tournoi
| Championnat du Guatemala de football 1956-1957 |                       |
| Champion                                       | CSD Comunicaciones    |
| Dauphin                                        | Universidad SC        |
| Coupes et trophées                             |                       |
| Vainqueur Copa de Guatemala                    | IRCA                  |
| Promotions et relégations                      |                       |
| Promus en Liga Nacional de Guatemala           | Deportivo Chichicaste |
| Promus en Liga Nacional de Guatemala           | Xelaju MC             |
| Relégués en Primera División de Guatemala      | Antigua GFC           |
| Relégués en Primera División de Guatemala      | Correos               |